# Mondo possibile
Un mondo possibile è un modo completo e coerente in cui il mondo è (mondo attuale) o avrebbe potuto essere. I mondi possibili sono ampiamente usati come strumento formale della logica, della filosofia e della linguistica per fornire una semantica per la logica intensionale e modale. Il loro statuto metafisico è stato oggetto di controversie filosofiche, principalmente divisi fra i realisti modali come David Lewis i quali sostengono che le realtà alternative esistono realmente, e altri come Robert Stalnaker che sostengono che non lo sono.

## Logica
I mondi possibili sono uno dei concetti fondamentali nelle logiche modali e intensionali. Le formule in queste logiche sono usate per rappresentare affermazioni su cosa potrebbe essere vero, cosa dovrebbe essere vero, cosa si crede essere vero e così via. Per dare a queste affermazioni un'interpretazione formale, i logici usano strutture contenenti mondi possibili. Ad esempio, nella semantica relazionale per la logica modale proposizionale classica, la formula {\displaystyle \Diamond P} (che si legge come "possibilmente P") è effettivamente vero se e solo se P vero in un mondo accessibile dal mondo reale.
I mondi possibili giocano un ruolo centrale nel lavoro sia dei linguisti che dei filosofi che lavorano nel campo della semantica formale. La semantica formale contemporanea è espressa in sistemi formali radicati nella grammatica Montague, che è essa stessa costruita sulla logica intensionale di Richard Montague.  La ricerca contemporanea nell'ambito della semantica utilizza tipicamente i mondi possibili come strumenti formali, senza impegnarsi in una particolare teoria del loro statuto metafisico. L'espressione "mondo possibile" è adottata anche da coloro che non gli attribuiscono alcun significato metafisico.

## Argomento dei modi
La nozione dei mondi possibili è spesso trattata con diffidenza, motivo per cui i loro sostenitori si sono applicati per trovare argomenti a favore del loro utilizzo. Un argomento spesso citato è chiamato argomento dei modi. Esso definisce i mondi possibili come "modi in cui le cose avrebbero potuto essere" e, per le sue premesse e inferenze, si basa su ipotesi derivate dal linguaggio naturale, quali:
(1) Hillary Clinton avrebbe potuto vincere le elezioni americane del 2016.
(2) Quindi esistono altri modi in cui le cose avrebbero potuto essere.
(3) I mondi possibili sono modi in cui le cose avrebbero potuto essere.
(4) Quindi, esistono altri mondi possibili.
Il passaggio centrale di questa argomentazione avviene in corrispondenza della proposizione (2), in cui la plausibilità della (1) è interpretata in un modo che implica la quantificazione in relazione ai "modi". Seguendo Willard Van Orman Quine, molti filosofi convergono sul fatto che la quantificazione comporti delle necessità ontologiche e, in questo caso specifico, la necessità circa l'esistenza di mondi possibili. Lo stesso Quine ha limitato il suo metodo alle teorie scientifiche, ma altri lo hanno applicato anche al linguaggio naturale, ad esempio Amie L. Thomasson nel suo articolo intitolato Ontology Made Easy.  La forza dell'argomento dai modi dipende da questi presupposti e può essere contestata mettendo in dubbio il metodo proprio dell'ontologia di quantificare modi e mondi, nonché l'affidabilità del linguaggio naturale elevato a principio-guida dell'ontologia.

## Questioni filosofiche e applicazioni

### Metafisica
Lo statuto ontologico dei mondi possibili ha provocato un intenso dibattito. David Lewis ha notoriamente sostenuto una posizione nota come realismo modale, secondo cui i mondi possibili sono luoghi reali e concreti che esistono esattamente nello stesso senso in cui esiste il mondo reale. Per quanto riguarda Lewis, il mondo reale è un caso particolare per il solo fatto che viviamo al suo interno. Questa dottrina è chiamata l'indicicità dell'attualità poiché può essere intesa come l'affermazione che il termine "effettivo" costituisce un indice, come "adesso" e "qui". Lewis ha fornito una serie di argomenti a favore di questa posizione. Ha sostenuto che proprio come la realtà degli atomi è dimostrata dal loro potere esplicativo in fisica, così anche i mondi possibili sono giustificati dal loro potere esplicativo in filosofia. Ha anche affermato che i mondi possibili devono essere reali perché sono semplicemente "come le cose avrebbero potuto essere" e nessuno dubita che tali cose esistano. Infine, ha sostenuto che non potevano essere ridotti a entità più "ontologicamente rispettabili" come insiemi di proposizioni massimamente coerenti, evitando di rendere circolari le teorie della modalità. Egli si riferiva a queste teorie come "surrogati del realismo modale" che cercavano di ottenere i benefici della semantica dei mondi possibili "a buon mercato".
Il realismo modale è una teoria controversa. WV Quine lo rigettò, definendolo "metafisicamente stravagante". Stalnaker replicò alle argomentazioni di Lewis, sottolineando che il modo in cui le cose avrebbero potuto essere non è esso stesso un mondo, ma piuttosto una proprietà che un tale mondo può avere. Poiché le proprietà possono esistere senza che si applichino a nessun oggetto esistente, non c'è motivo di concludere che esistano altri mondi come il nostro.
Un altro degli argomenti di Stalnaker attaccò la teoria dell'attualità di Lewis. Stalnaker sostenne che anche se la parola inglese "actual" rappresenta un indice, ciò non significa che esistano altri mondi. Per fare un confronto, si può usare l'indice "I" senza credere che esistano effettivamente altre persone. Alcuni filosofi sostengono invece la visione dei mondi possibili come insiemi di proposizioni o descrizioni massimamente coerenti, mentre altri come Saul Kripke  li trattano come strumenti puramente formali (cioè matematici).

### Cosa sono i mondi possibili in termini di necessità e possibilità
Fin dai tempi di Aristotele, i filosofi riservarono notevole cura agli stati logici delle proposizioni,  quali: necessità, contingenza e impossibilità. Nel XX secolo, i mondi possibili furono usati per esplicitare queste nozioni. Nella logica modale, una proposizione è intesa in termini di mondi in cui è vera e mondi in cui è falsa. Pertanto, sono state proposte equivalenze come le seguenti:
- Le proposizioni sono vere sono quelle che sono vere nel mondo reale, chiamato anche mondo attuale (per esempio: "Richard Nixon divenne presidente nel 1969").
- Le proposizioni false sono quelle che sono false nel mondo reale (ad esempio: "Ronald Reagan divenne presidente nel 1969").
- Le proposizioni possibili sono quelle che sono vere in almeno un mondo possibile (per esempio: "Hubert Humphrey divenne presidente nel 1969", laddove Humphrey si candidò alla presidenza nel 1968, e quindi avrebbe potuto essere eletto.) Ciò include proposizioni che sono necessariamente vere, nel senso che segue.
- Le proposizioni impossibili (o necessariamente false) sono quelle che non sono vere in nessun mondo possibile (ad esempio: "Melissa e Toby sono più alti l'uno dell'altro allo stesso tempo").
- Le proposizioni necessariamente vere (spesso chiamate semplicemente proposizioni necessarie) sono quelle che sono vere in tutti i mondi possibili (ad esempio: "2 + 2 = 4"; "tutti gli scapoli non sono sposati").[13]
- Le proposizioni contingenti sono quelle che sono vere in alcuni mondi possibili e false in altri (ad esempio: " Richard Nixon divenne presidente nel 1969" è contingentemente vero, mentre la frase "Hubert Humphrey divenne presidente nel 1969" è contingentemente falsa).

### Altri usi
I mondi possibili giocano un ruolo centrale in molti altri dibattiti in filosofia. Questi includono dibattiti intorno allo Zombi filosofico, al fisicalismo e alla sopravvenienza nella filosofia della mente. Inoltre, numerosi dibattiti nella filosofia della religione sono stati riaperti a seguito dell'introduzione dei mondi possibili.

## Storia del concetto
L'idea di mondi possibili è più comunemente attribuita a Gottfried Leibniz, che parlò dei mondi possibili come idee nella mente di Dio e usò la nozione per asserire che il mondo creato deve essere "il migliore di tutti i mondi possibili" (armonia prestabilita). In modo diametralmente opposto, Arthur Schopenhauer sostenne che il nostro mondo deve essere il peggiore di tutti i mondi possibili, perché se fosse solo un po' peggiore non potrebbe continuare ad esistere.  Gli studiosi trovarono tracce precedenti della nozione implicite nelle opere di René Descartes, che esercitò una grande influenza su Leibniz, nelle opere di Al-Ghazali (L'incoerenza dei filosofi), Averroè (L'incoerenza dell'incoerenza), Fakhr al-Din al-Razi (Matalib al-'Aliya), Giovanni Duns Scoto e Antonio Rubio (Commentarii in libros Aristotelis Stagiritae de Coelo).
L'uso filosofico moderno della nozione fu sperimentato per la prima volta da David Lewis e Saul Kripke.